# خرگوش بی‌دم سرخ چینی
خرگوش بی‌دم سرخ چینی (نام علمی: Ochotona erythrotis) پستانداری است جونده از راستهٔ خرگوش‌سانان و از خانوادهٔ خرگوشان بی‌دم که بومی کشور چین است.